# Albert Dupontel
Albert Dupontel, nome d'arte di Guillaume Philippe (Saint-Germain-en-Laye, 11 gennaio 1964), è un attore, comico, regista e sceneggiatore francese.

## Biografia
Dupontel ha iniziato la sua carriera come comico stand-up. Nel 1990 ha creato insieme a Manuel Poirier Sales Histoires, una serie di sketch comici per Canal+. Tra il 1990 e il 1992 si è esibito al Théâtre Graslin di Nantes, al Théâtre Tristan-Bernard e all'Olympia di Parigi.
Nel 1988 è iniziata la sua fruttuosa carriera d'attore, recitando piccoli ruoli nei film Once More - Ancora di Paul Vecchiali e Una recita a quattro di Jacques Rivette. Successivamente, nel 1992 ha diretto e sceneggiato il cortometraggio Désiré. Nel 1996 ha invece diretto il suo primo lungometraggio, Bernie. Nel 1997, la sua interpretazione nel film Un héros très discret di Jacques Audiard gli vale una candidatura ai premi César come migliore attore non protagonista.
In seguito ha diretto altri lungometraggi: Le Créateur (1999), Enfermés dehors (2006) e Le Vilain (2009). Ha recitato inoltre in numerosi film, tra cui Irréversible di Gaspar Noé (2002), Una lunga domenica di passioni di Jean-Pierre Jeunet (2004), Un po' per caso, un po' per desiderio di Danièle Thompson, Lezioni di felicità di Éric-Emmanuel Schmitt (2006), Giorni di guerra di Florent Emilio Siri (2007) e Parigi di Cédric Klapisch (2008).

## Filmografia

### Attore
- Once More - Ancora (Once More - Encore), regia di Paul Vecchiali (1988)
- La Nuit du doute, regia di Cheikh Djemai (1989) – cortometraggio
- Una recita a quattro (La Bande des quatre), regia di Jacques Rivette (1989)
- Sales Histoires, regia di Manuel Poirier – film TV (1990) – mediometraggio
- V comme vengeance – miniserie TV, 1 puntata (1990)
- Chacun pour toi, regia di Jean-Michel Ribes (1994)
- Giorgino, regia di Laurent Boutonnat (1994)
- Je suis ton châtiment, regia di Guillaume Bréaud (1996) – cortometraggio
- Un héros très discret, regia di Jacques Audiard (1996)
- Bernie, regia di Albert Dupontel (1996)
- Serial Lover, regia di James Huth (1998)
- Le Créateur, regia di Albert Dupontel (1999)
- La Maladie de Sachs, regia di Michel Deville (1999)
- Du bleu jusqu'en Amérique, regia di Sarah Lévy (1999)
- Actors (Les Acteurs), regia di Bertrand Blier (2000)
- L'Origine du monde, regia di Jérôme Enrico (2001)
- Petites misères, regia di Philippe Boon e Laurent Brandenbourger (2002)
- Irréversible, regia di Gaspar Noé (2002)
- Monique, regia di Valérie Guignabodet (2002)
- Les Clefs de bagnole, regia di Laurent Baffie (2003)
- Cash Truck, regia di Nicolas Boukhrief (2004)
- Una lunga domenica di passioni (Un long dimanche de fiançailles), regia di Jean-Pierre Jeunet (2004)
- Un po' per caso, un po' per desiderio (Fauteuils d'orchestre), regia di Danièle Thompson (2006)
- Avida, regia di Gustave de Kervern e Benoît Delépine (2006)
- Président, regia di Lionel Delplanque (2006)
- Lezioni di felicità (Odette Toulemonde), regia di Éric-Emmanuel Schmitt (2006)
- Jacquou le croquant, regia di Laurent Boutonnat (2007)
- Changement de propriétaire, regia di Jean-Hugues Lime (2007) – cortometraggio
- Giorni di guerra (L'Ennemi intime), regia di Florent Emilio Siri (2007)
- Chrysalis, regia di Julien Leclercq (2007)
- Parigi (Paris), regia di Cédric Klapisch (2008)
- Deux jours à tuer, regia di Jean Becker (2008)
- Louise-Michel, regia di Gustave de Kervern e Benoît Delépine (2008)
- Le Bruit des glaçons, regia di Bertrand Blier (2010)
- La Proie, regia di Eric Valette (2011)
- La Brindille, regia di Emmanuelle Millet (2011)
- Le grand soir, regia di Gustave de Kervern e Benoît Delépine (2012)
- 9 mois ferme, regia di Albert Dupontel (2013)
- Les Premiers, les Derniers, regia di Bouli Lanners (2016)
- Ci rivediamo lassù (Au revoir là-haut), regia di Albert Dupontel (2017)
- Adieu les cons, regia di Albert Dupontel (2020)

### Regista e sceneggiatore
- Désiré (1992) – cortometraggio
- Bernie (1996)
- Le Créateur (1999)
- Enfermés dehors (2006)
- Le Vilain (2009)
- 9 mois ferme (2013)
- Ci rivediamo lassù (Au revoir là-haut) (2017)
- Adieu les cons (2020)

## Doppiatori italiani
- Massimo Rossi in Un po' per caso, un po' per desiderio, Parigi
- Vittorio Guerrieri in Irréversible
- Franco Mannella in Una lunga domenica di passioni
- Mario Cordova in Lezioni di felicità - Odette Toulemonde

## Premi e riconoscimenti
Premio César
2014 - Migliore sceneggiatura originale per 9 mois ferme
2018 - Miglior regista per Ci rivediamo lassù (Au revoir là-haut)
2018 - Migliore sceneggiatura adattata per Ci rivediamo lassù (Au revoir là-haut)
2021 - Miglior film per Adieu les cons
2021 - Miglior regista per Adieu les cons
2021 - Migliore sceneggiatura originale per Adieu les cons